# Herzog-Max-Palais
Herzog-Max-Palais a fost un palat neoclasic situat pe Ludwigstraße, nr. 13, din München, Germania. A aparținut Casei de Wittelsbach și a fost construit între 1828 și 1830 pentru Maximilian Joseph, Duce de Bavaria, tatăl Elisabetei, împărăteasa Austriei.
În 1937 palatul a fost demolat din dispoziția NSDAP pentru a lărgi Ludwigstraße. Construcția succesoare a fost începută în 1938 de Heinrich Wolff pentru Reichsbank și a fost finalizată în 1951 pentru Deutsche Bundesbank.

## Istoric
Herzog-Max-Palais a ocupat o parcelă pe Ludwigstraße între fosta Frühlingsstraße (acum Oskar-von-Miller-Ring) și Schönfeldstraße (acum Rheinbergerstraße).
Clădirea, cu trei niveluri, a fost construită între 1828 și 1830, după un proiect al lui Leo von Klenze pentru Maximilian Joseph, Duce de Bavaria, cumnatul Arhiducelui Carol Ludovic al Austriei. 

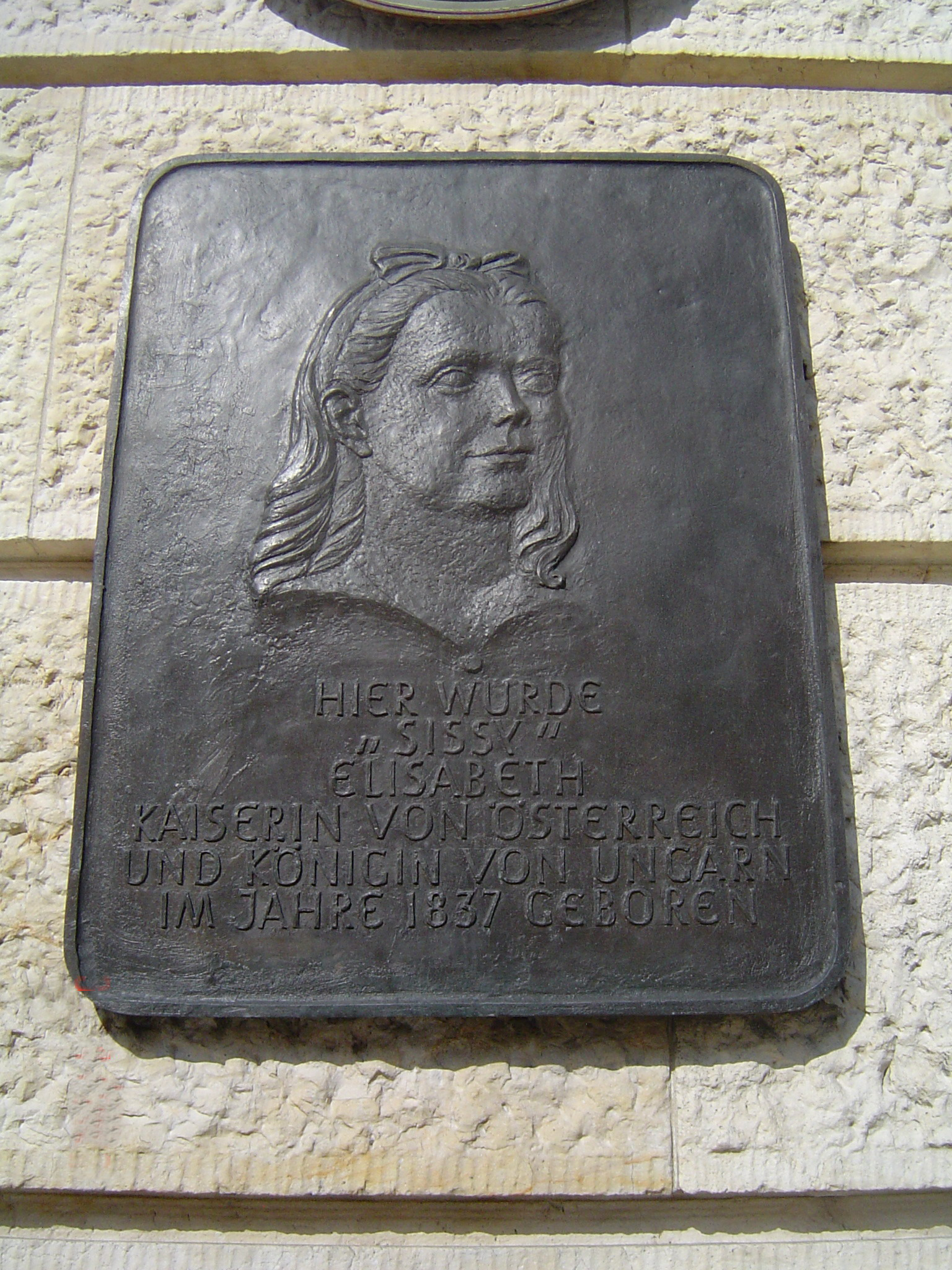
Placă comemorativă a Herzog-Max-Palais, locul unde s-a născut Elisabeta, împărăteasa Austriei

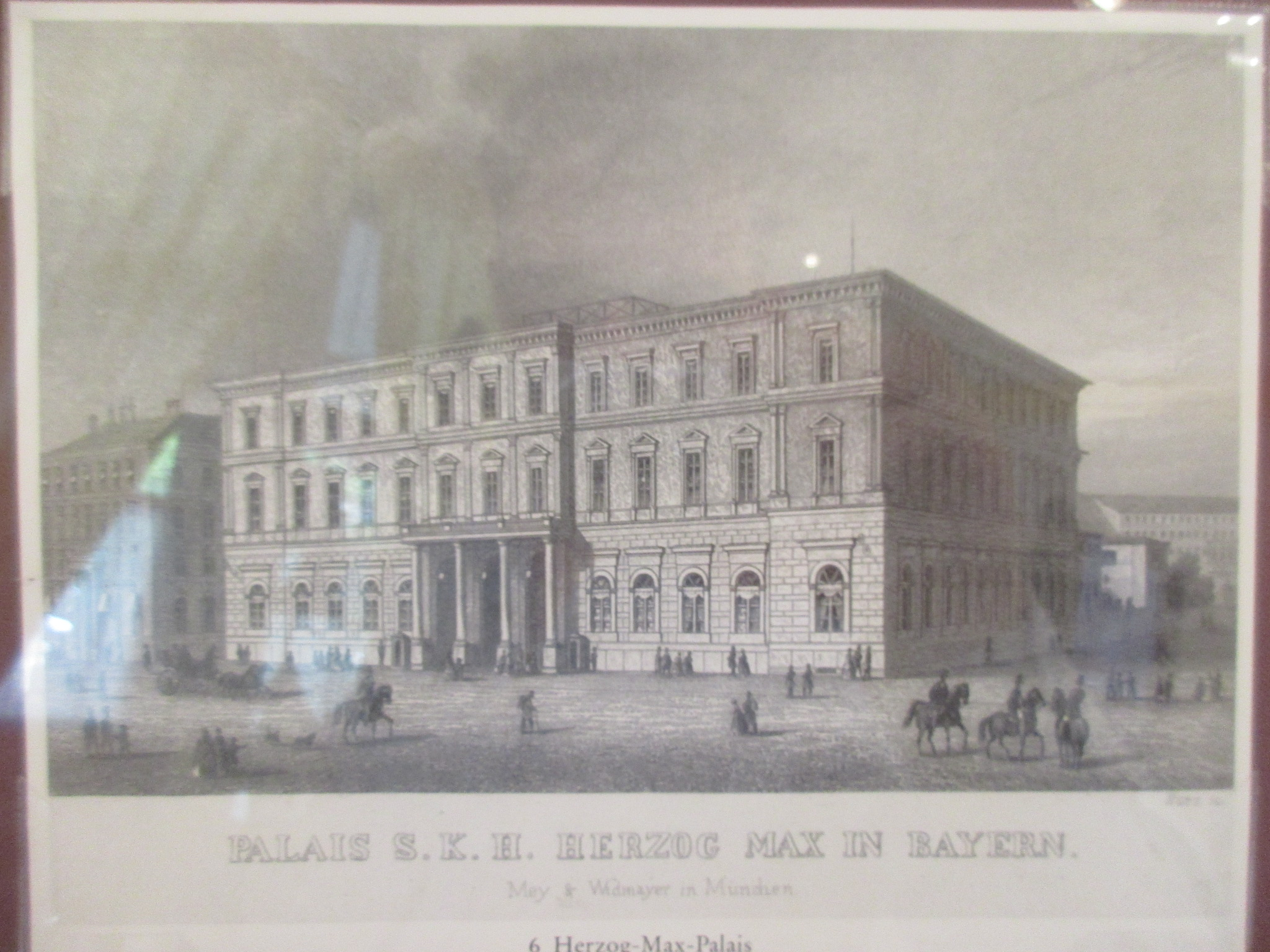
Desen de epocă

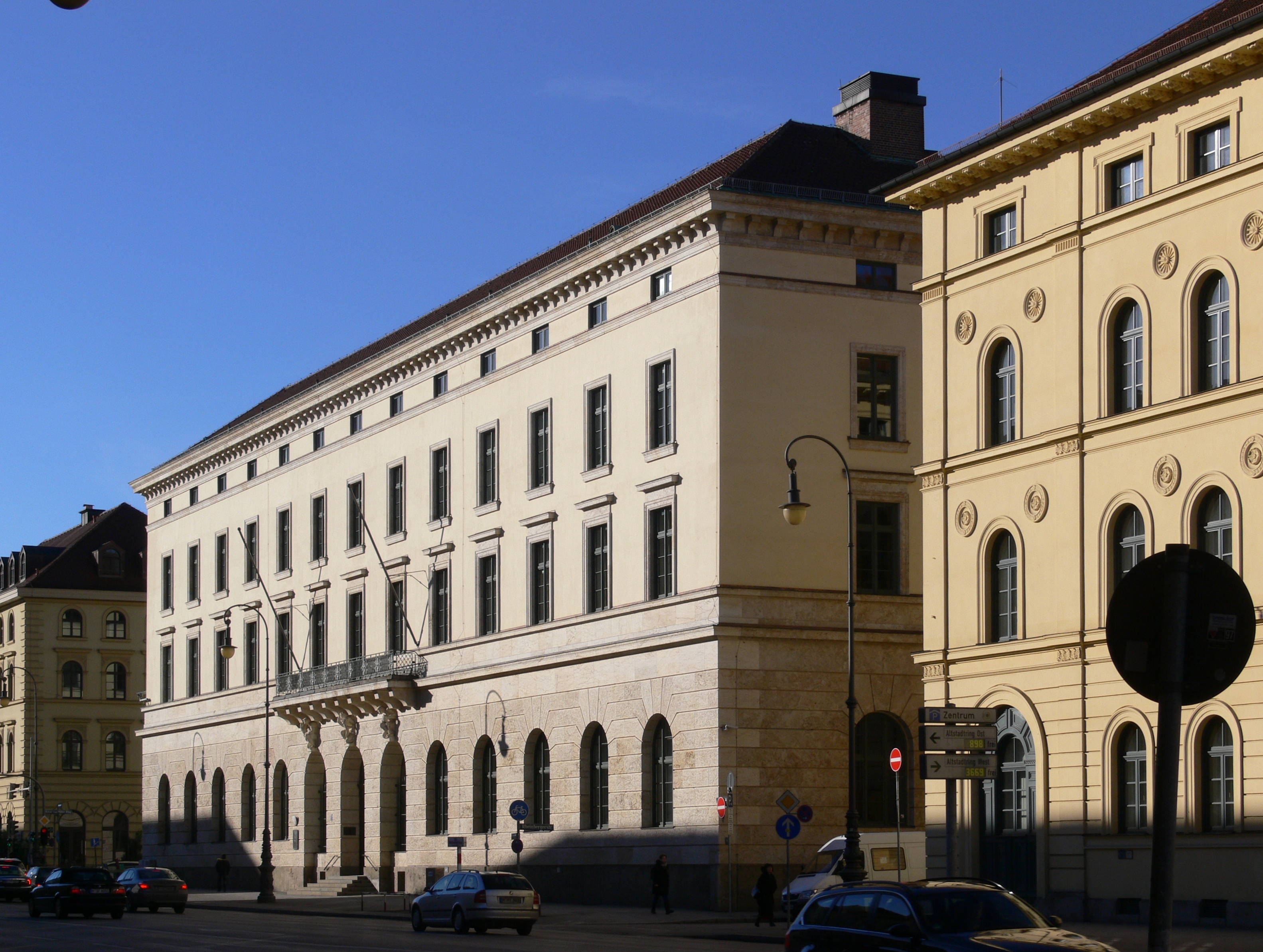
Clădirea neoclasică succesoare din 1938/1951

La 24 decembrie 1837 în palat s-a născut Ducesa Elisabeta a Bavariei („Sisi”), care ulterior a devenit împărăteasă a Austriei și regină a Ungariei.
În 1937 palatul a fost demolat ca parte a planului NSDAP de reamenajare urbană, iar Heinrich Wolff a început să construiască în locul ei o clădire neoclasică pentru filiala din München a Reichsbank. Clădirea a fost finalizată în 1951 de Carl Sattler, iar astăzi găzduiește sediul Deutsche Bundesbank din Bavaria.

## Descriere

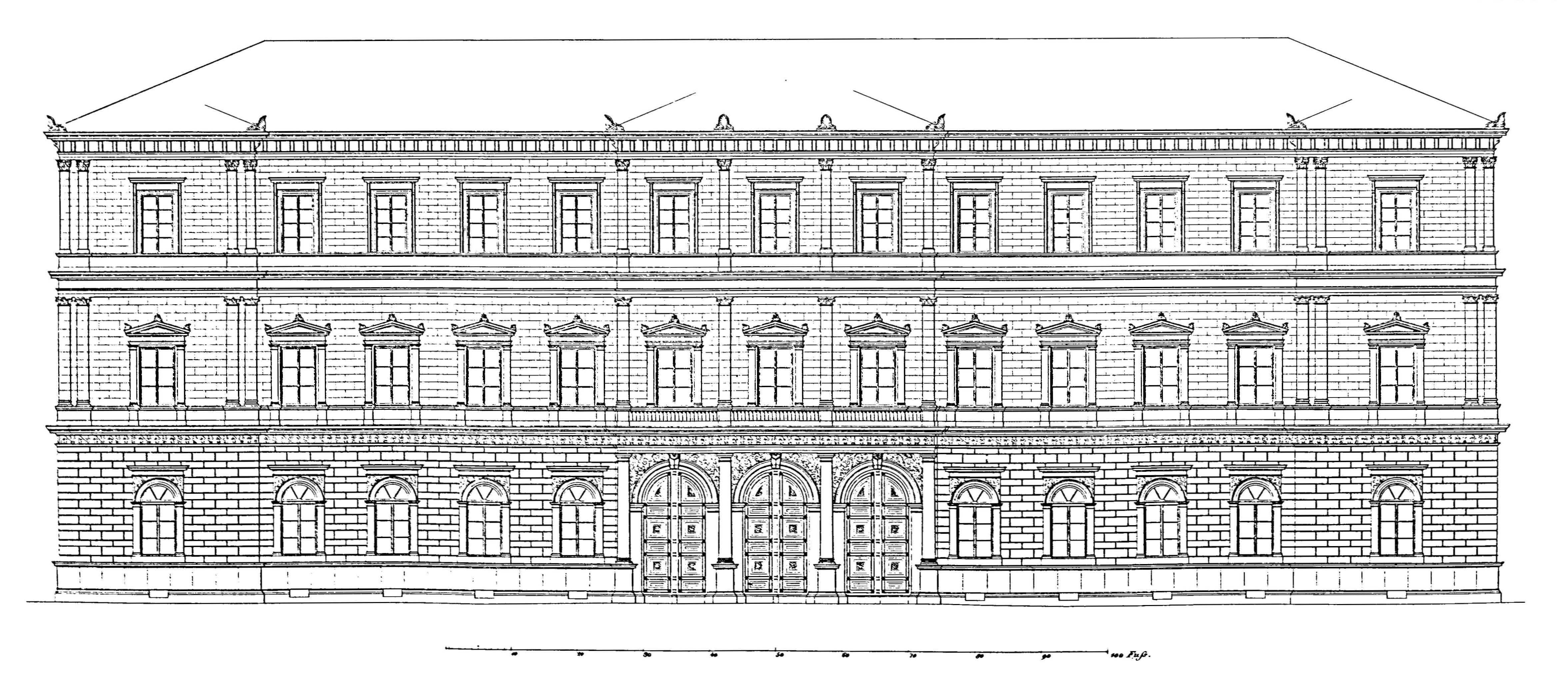
Herzog-Max-Palais, vedere (fațada principală)

Palatul avea 3 aripi. Fațada principală, avea 13 axe cu ferestre, dintre care cele trei centrale sunt în rezalit, cu o ordine simplă de pilaștri și un portal triplu. Ele sunt încadrate simetric de câte patru axe și de câte o axă în rezalit la colțuri, acestea din urmă fiind încadrate la etaje de pilaștri dubli. Aripile laterale aveau fiecare câte 11 axe. În fața axelor centrale se afla un balcon susținut de patru coloane. Designul ferestrelor a fost preluat de la Palazzo della Cancelleria din Roma. Parterul avea ferestre arcuite. Ferestrele dreptunghiulare de la primul etaj (ca etaj principal cu apartamentul ducesei) au fost prevăzute cu un cadru în formă de edicul, în timp ce ferestrele dreptunghiulare de la etajul al doilea (cu camere pentru copiii mai mari) erau drepte. Complexul a fost grupat în jurul a două curți interioare dreptunghiulare (curtea de onoare și curtea utilitară). Până în 1833 proprietarul avea o clădire în zona grădinii din spate.
Arhitectul Klenze s-a ocupat și de decorarea palatului, apelând la pictorii Wilhelm von Kaulbach, Robert von Langer și Clemens von Zimmermann, și la sculptorii Ernst Mayer și Ludwig Michael Schwanthaler.
Temele decorurilor au fost preluate în principal din mitologia antică (inclusiv Cupidon și Psyche de Kaulbach în sala de bal, faptele lui Hercule de Langer, friza procesiunii lui Bacchus de Schwanthaler). Sala de bal din aripa din dreapta, care se întindea pe două etaje și avea galerii pe console pe laturile înguste și un tavan casetat în diagonală, era faimoasă și avea ca model  Schauspielhaus Berlin⁠(d) de Karl Friedrich Schinkel.
Arhitectul german Erwin Schleich a descris Herzog-Max-Palais drept „probabil cel mai frumos palat aristocratic pe care Leo von Klenze... l-a construit”.